# Право крові
Право крові чи принцип набуття громадянства за походженням (лат. jus sanguinis, юс сангвініс) — принцип набуття особою при народженні громадянства тієї держави, громадянами якої є її батьки, незалежно від місця її народження. Застосовується здебільшого в законодавстві тих держав, які зацікавлені в скороченні еміграції. 
У ряді країн право крові ґрунтується на зверхності в сім'ї чоловіка і дитина набуває при народженні громадянство батька, в інших державах — на визнанні рівноправності чоловіка і жінки. Як правило, принцип права крові застосовується в поєднанні з принципом права ґрунту.